# Mediterranea Saving Humans
Mediterranea Saving Humans ist eine italienische Nichtregierungsorganisation. Sie wurde gegründet um im Mittelmeer die Lage zu beobachten und in Seenot geratene Boatpeople zu retten, nachdem die Masse der übrigen NGOs von italienischen Behörden durch rechtliche Hürden weitgehend handlungsunfähig gemacht worden waren. Dazu betreibt die Gruppe die Schiffe Mare Jonio und Alex unter italienischer Flagge. Das Projekt wird finanziell und organisatorisch von Aktivisten des deutschen Sea-Watch-Vereins unterstützt.

## Einsätze

### Vorwurf illegaler Beihilfe zur Immigration im Mai 2019
Am 9. Mai 2019 rettete die Besatzung der Mare Jonio zusammen mit der italienischen Küstenwache vor der libyschen Küste etwa 66 Personen, deren Schlauchboot gekentert war, aus der See. 30 Personen davon nahm das Schiff auf. Der Innenminister Matteo Salvini kündigte erst an, dass beide Schiffe die Menschen nicht an Land bringen dürften, was später aber doch gestattet wurde. Anschließend lief das Schiff nach Norden, wo es von italienischen Behörden aufgebracht und nach Lampedusa eskortiert wurde. Dort beschlagnahmte man nach Angaben des Innenministers das Schiff. Salvini behauptete, es hätte sich um einen Tage vorher von der Rettungsorganisation geplanten Akt der illegalen Immigration gehandelt und ließ ein Ermittlungsverfahren wegen der Begünstigung illegaler Einwanderung einleiten. Die Hilfsorganisation berichtete von einer Durchsuchung, bestritt aber die Beschlagnahmung. Die Staatsanwaltschaft von Agrigent lehnte die von Innenminister Salvini geforderte vorbeugende Beschlagnahmung des Schiffes am 10. Mai 2019 wegen fehlender Beweise ab. Ein Ermittlungsverfahren wegen angeblicher Beihilfe zur illegalen Immigration gegen die Besatzung wurde im Oktober 2021 durch die Staatsanwaltschaft in Agrigent eingestellt. Menschen in einem Schlauchboot auf dem Mittelmeer seien per se Schiffbrüchige und um Menschen aus Seenot zu retten, brauche es keine eigene Genehmigung. Dies sei im internationalen Seerecht geregelt.

### Beschlagnahmung der Alex Juli 2019
Am 5. Juli 2019 erreichte das Schiff Alex, eine Segelyacht, die eigentlich nur als Begleitschiff der Mare Jonio vorgesehen war, die Gewässer vor Lampedusa mit 54 tags zuvor aufgenommenen Personen an Bord. Wie kurz zuvor bei der Sea-Watch 3 verweigerten die Behörden zunächst die Erlaubnis zum Einlaufen. Die italienische Regierung lehnte eine Aufnahme der Personen auf Lampedusa ab und verwies auf das etwa 100 km entfernte Malta als Alternative. Die Sprecherin der Organisation, Alessandra Sciurba, erklärte am 6. Juli 2019 die Reise für die Passagiere zu lang und unmöglich zu realisieren. Am Nachmittag des 6. Juli 2019 lief der Schiffsführer Tommaso Stella im Hafen von Lampedusa ohne Genehmigung ein. Am 7. Juli durften die Geretteten an Land und die Yacht wurde wegen eines Ermittlungsverfahrens zur illegalen Migration gegen Besatzungsmitglieder von den italienischen Behörden beschlagnahmt. Im Februar 2020 wurde vom Gericht in Palermo festgestellt, dass die sieben Monate währende Beschlagnahmung unrechtmäßig war.

### Unrechtmäßige Beschlagnahmung September 2019
Am 28. August wurden von einem sinkenden Flüchtlingsboot etwa 100 Menschen vom Rettungsschiff Mare Jonio gerettet. Nach Angaben der Überlebenden waren zuvor 6 Personen, darunter auch Babys, ertrunken. Die italienische Küstenwache brachte Kinder und Frauen in Lampedusa an Land. Der Mare Jonio wurde mit den verbliebenen 34 geretteten Menschen verboten, einen italienischen Hafen anzulaufen, da die Betreiber Gesetze nicht befolgen und Notfälle provozieren würden. Am 3. September durfte das Rettungsschiff nach tagelanger Blockade in den Hafen von Lampedusa einlaufen und die italienischen Behörden beschlagnahmten es nach den umstrittenen italienischen Einwanderungsvorschriften. Im Februar 2020 hob ein Gericht in Palermo die illegale Beschlagnahmung auf.
Die Organisation kündigte Mitte März 2020 an, den Einsatz ihrer beiden Schiffe Mare Jonio und Alex wegen der COVID-19-Pandemie einzustellen. Im Juni 2020 nahm die Mare Jonio ihre Fahrten wieder auf.
Anfang September 2020 lief die Mare Jonio erneut aus und nahm am 11. September vom Maersk Frachter Etienne 27 Migranten auf, die dessen Besatzung einen Monat zuvor unter umstrittenen Umständen an Bord genommen hatte. Die Aktivisten machten die Behörden von Malta für den Rettungseinsatz der Etienne Anfang August verantwortlich und verlangten anschließend das Anlanden der Personen. Schließlich erklärte sich Italien bereit, die Migranten in Pozzallo an Land zu lassen.

### Festsetzungen der Mare Jonio
Nach einer Inspektion wurde die Mare Jonio Ende September 2020 von italienischen Behörden im Hafen von Pozzalo festgesetzt. Die Hilfsorganisation beklagte in einer Pressemitteilung eine angeblich systematische Verhinderung von Rettungseinsätzen.
Im April 2024 wurde die Mare Jonio auf der Grundlage eines Migrationsdekrets festgesetzt, das 2023 von der rechtsgerichteten Regierung von Ministerpräsidentin Giorgia Meloni eingeführt worden war. Die Betreiber müssen eine Geldstrafe von 10.000 Euro zahlen.